# Бусов, Григорий Андреевич
Григорий Андреевич Бусов — русский купец II гильдии, организатор монархического движения в Уфимской губернии, председатель Уфимского губернского отдела Союза русского народа, потомственный Почётный гражданин города Уфы (1909).

## Биография
Григорий Бусов родился в конце 1860-х в крестьянской семье в деревне Негодяихи, Кадниковский уезд, Вологодская губерния. Перебрался из Вологодской губернии в Уфу, где к концу 1880-х стал довольно известной личностью.
Бусов выполнял железнодорожные подряды, владел кирпичным заводом в Нижегородке, недалеко от Уфы. В Уфе в его собственности было два дома, в одном из которых до 1912 года располагалось Уфимское губернское жандармское управление. В начале 1900-х Бусов был членом Уфимской городской думы, но 15 апреля 1903 года добровольно отказался от этого звания.
Во время революции 1905—1907 годов отстаивал консервативно-монархическую позицию и вместе с другими купцами, мещанами и духовенством в октябре 1905 года принимал активное участие в организации демонстраций против революции, что помогло местным властям оперативно стабилизировать социально-политическую ситуацию в Уфимской губернии. В революционных листовках Бусов фигурировал как один из «главарей чёрной сотни в Уфе». С оформлением в ноябре 1906 года УГО СРН он был избран председателем, а с 1907 по 1917 год занимал пост председателя отдела. В статусе председателя УГО СРН в июле 1907 года участвовал в московском съезде губернских и областных представителей Союза и во Всероссийском съезде председателей и уполномоченных отделов Союза, который состоялся в Петербурге с 10 по 16 февраля 1908 года, на последнем съезде выступил с речью о положении УГО СРН.
Помимо политической деятельности Бусов также занимался благотворительностью и меценатством. Он жертвовал деньги на строительство церквей в Уфе, Раевке, в Сибири, за свой счёт построил в Уфе все здание училища глухонемых, а также в 1894 году пожертвовал 17 тыс. рублей уфимским железнодорожникам на строительство церкви рядом с вокзалом. В 1907 году входил в состав строительного комитета по сооружению храма на новом кладбище Уфы. Продолжительное время занимал пост церковного старосты уфимского Кафедрального собора, члена Уфимского местного управления Российского общества Красного Креста. В 1908 году был почётным блюстителем Уфимского мужского духовного училища, в 1913 году — директором женского приюта, почетным членом Уфимского губернского попечительства. За свою благотворительную деятельность 3 февраля 1907 года был награждён орденом Святой Анны III степени, в 1909 году получил право на потомственное почётное гражданство.
После начала Первой мировой войны Бусов стал агентом военных сообщений полевого строительного управления, нанимал рабочих и мастеровых для постройки военных железных дорог в Минске, Пскове, Плоцке, Мозыре и прочих населённых пунктах.
Летом 1918 года большевики, отступая из Уфы задержали в качестве заложников несколько влиятельных горожан. Среди них был Бусов и его сын, офицер Николай, их арестовали 13 (26) июня. Июль и август они содержались под стражей в Сарапульской тюрьме, куда были отправлены на барже по реке Белой. 18 (31) августа Бусов и ряд других заложников были освобождены Белой армией рабочих Ижевского завода и вернулись в Уфу. Сына Николая освободить не удалось. Дальнейшая судьба Григория Бусова неизвестна.
У Григория Бусова было трое сыновей: Сергей (ум. 1889), Василий и Николай — и дочь Мария (род. 1893).